# 行道山
行道山（ぎょうどうさん）は、愛媛県伊予市と伊予郡砥部町にまたがる山で、松山平野（道後平野）の南端に位置する。標高は373m。一般に行道山と呼ばれる部分は後述のテレビ電波塔がある一帯であるがここは最高点ではなく、最高点はその南西にある標高403.11mの「水晶ケ森」である。三等三角点もその峰に設置されている。
山頂には愛媛県中部（中予地方）をカバーする各社の放送送信設備があり、松山平野から目立ち、テレビ塔のある山として近隣住民にはよく知られている。
放送送信所については松山親局送信所を参照

## 地理
伊予市側の山腹は頂上近くまで果樹園が広がっており、砥部町側は雑木林に一部果樹園が混じっている。伊予市側の山すそにはため池が点在している。北西の山すそを松山自動車道が北東（松山IC方面）から南西（伊予IC方面）方向へと走り、伊予灘サービスエリア（SA）が設置されている。SAの標高はそれほど高くないものの、松山市街を望む位置になるため、夜景が美しい。また、西方の伊予灘（瀬戸内海）を眺望することもできる。

## 登山
山頂までの道路はあるが、放送送信設備の保守や近傍のみかん農家など、業務・用務の場合を除いて、ほとんど登山や散歩の対象とはされない。